# 45. Kurentovanje (2005)
Kurentovanje 2005 je bil petinštirideseti uradni ptujski karneval, med 3. in 8. februarjem.
Organizator Kurentovanja je bila že četrto leto zapored Lokalna turistična organizacija Ptuj (LTO Ptuj). Glavni vodja letošnjega Kurentovanja je bil Aleksander Dolenc (v.d. direktorja LTO Ptuj), programski vodja pa je bil četrto leto zapored Milan Gabrovec. Letošnji častni pokrovitelj Kurentovanja je bil France Cukjati. 
Zaradi zgodnjega datuma je karneval letos trajal zgolj 6 dni, obiskalo pa ga je med 65 in 70 tisoč obiskovalcev. Karnevalski šotor (komercialni del) pa je bil prav zaradi tega letos izjemoma odprt že pred svečnico.
Letošnja otvoritvena slovesnost na predpustno soboto, je minila brez tradicionalnega srečanja vseslovenskih pustnih etnografskih likov in mask (le ptujske maske), saj so bili ostali zavezani k svojim povorkam. 

## Celoten spored kurentovanja

### Uvod v pustni čas
| Od   | Dogodek                     | Dan                                                                                   | Obisk            |
| ---- | --------------------------- | ------------------------------------------------------------------------------------- | ---------------- |
| 2001 | 5. kurentov (korantov) skok | Polnočno obredje ob ognju na Zokijevi domačiji v Budini (Svečnica – 2. na 3. februar) | več 100 kurentov |

### Glavni tradicionalni dogodki
| Od   | Dogodek                                                                                                | Dan                   |
| ---- | --- | --------------------- |
| 1998 | Otvoritvena slovesnost z domačimi etnografskimi liki (letos brez srečanja vseslovenskih pustnih likov) | pustni četrtek (3.2.) |
| 1960 | 45. mednarodna karnevalska povorka                                                                     | pustna nedelja (6.2.) |
| 1960 | 45. Pokop pusta                                                                                        | pustna torek (8.2.)   |

### Večerni prikaz ptujskih etnografskih likov
| Datum                          | Liki | Dan               |
| ------------------------------ | --- | ----------------- |
| Mestni trg (od 16. do 18. ure) | |                   |
| 3.2.                           | Otvoritvena slovesnost in predaja oblasti princu | pustni četrtek    |
| 3.2.                           | Kurenti in koranti | pustni četrtek    |
| Mestni trg (od 18. do 19. ure) | |                   |
| 4.2.                           | Kurenti, koranti in etnografske skupine | pustni petek      |
| 4.2.                           | Čarobno gledališče Saltimbanko "Take pustne" čarovniška žonglerska predstava za otroke z čarodejem Sam Sebastianom, ki je razkril veliko pustno skrivnost | pustni petek      |
| Mestni trg (od 10. do 13. ure) | |                   |
| 5.2.                           | Delavnica za otroke; ličenje in izdelava mask (v bivših prostorih davčne uprave v Mestni hiši)                                                            | pustna sobota     |
| 5.2.                           | Teater Cizamo - Cirkus bambinus (cirkuška animacijska predstava za otroke)                                                                                | pustna sobota     |
| 5.2.                           | Ples v maskah z plesno skupine OŠ Mladika | pustna sobota     |
| 5.2.                           | Pustna predstavitev OŠ Olga Meglič Ptuj | pustna sobota     |
| 5.2.                           | Nastop žonglerjev | pustna sobota     |
| 5.2.                           | Nastop kurentov in korantov | pustna sobota     |
| Mestni trg (od 18. do 19. ure) | |                   |
| 7.2.                           | Kurenti, koranti in etnografske skupine | pustni ponedeljek |
| 7.2.                           | Gledališče Unikat "Pravljična ura babice Pra" (gledališka predstava za otroke)                                                                            | pustni ponedeljek |
| Mestni trg (od 16. do 18. ure) | |                   |
| 8.2.                           | Pokop pusta | pustni torek      |
| 8.2.                           | Kurenti in koranti | pustni torek      |

### Karnevalski šotor
| Od   | Dogodek                              | Dan                  |
| ---- | ------------------------------------ | -------------------- |
| 1994 | 12. Veliki karnevalski ples v maskah | pustna sobota (6.2.) |

### Spremljevalni program
| Od   | Študentski dogodek                   | Dan                  |
| ---- | ------------------------------------ | -------------------- |
| 2000 | 6. Kurentanc (Dvorana Mladika, Ptuj) | pustna sobota (6.2.) |

## Glavni dogodki

### 5. Kurentov skok (2.2.–3.2)
Zvonko Križaj oziroma 2. princ ptujskega karnevala "Matevž Zoki II" je hotel obuditi običaj iz otroštva, ko so si njegov oče in sosedje na Svečnico točno ob polnoči, prvič nadeli zvonce. Za to se je odločil da uvede novost, t.i. Kurentov skok, na njegovi domačiji v Budini ki pomeni uradni vstop v pustni čas. Za ta dogodek je značilno, da si kurenti ne nadenejo kožuha in maske, le zvonce, ježevke in gamaše. Zbralo se je nekaj 100 kurentov.

### Otvoritvena slovesnost z nastopi domačih etnografskih likov (3.2.)
3. februarja, na pustni četrtek, tokrat izjemoma ob 16. uri (običajno ob 11. uri), v turobnem hladnem vremenu in sneženju je bila otvoritvena slovesnost pred mestno hišo, ki je bila zaradi slabega vremena in tudi tega da je to bilo sredi tedna, slabše obiskana. Najprej je oblast mesta od ptujskega župana Štefana Čelana "prevzel" šesti princ ptujskega karnevala Plemeniti Holoneški VI oziroma Marjan Cajnko. Nato je sledil prikaz večinoma domačih pustnih etnografskih likov, tako da je bila povorka sicer nekoliko okrnjena, saj ni bilo pustnih likov iz cele Slovenije, kot običajno.

### 6. Kurentanc (5.2.)
5. februarja, na pustno soboto, je Klub ptujskih študentov (KPŠ) organiziral šesto študentsko zabavo v maskah, v ptujski dvorani Mladika.

### 12. Veliki karnevalski ples v maskah (5.2.)
5. februarja, na pustno soboto zvečer, je potekal osrednji in najbolj obiskan dogodek v karnevalskem šotoru, velik karnevalski ples v maskah (bal).

### 45. Mednarodna karnevalska povorka (6.2.)
6. februarja, ob 14. uri, na pustno nedeljo, je na mednarodni karnevalski povorki, ki jo je kljub mrazu obiskalo med 45 in 50 tisoč ljudi, je nastopilo okoli 2000 mask iz 60 skupin. A ljudje so se hitro razbežali, ker jim Ptujčani zabave na ulicah in trgih po končani prireditvi znova niso ponudili. Ocenjevali so 20 karnevalskih skupin, prvih 7 je dobilo denarne nagrade v skupni vrednosti 800,000 tolarjev.
V ptujski Mestni hiši in na njenem stopnišču se je na pustno nedeljo, zadrževalo precej pomembnih gostov. Prišli so častni pokrovitelj France Cukjati, Janez Drobnič (minister), Branko Marinič (poslanec), sekretar v kabinetu predsednika vlade Miroslav Luci; prišli so tudi veleposlaniki oz. predstavniki iz ZDA, Hrvaške, Turčije in Norveške; predstavniki pobratenih mest Banska Štiavnica in Burghausen, župani občin na Ptujskem, svetniki mestne občine, predstavniki FECC-a, slovenske misice Alenka Vindiš, Tina Zajc, Živa Vadnov... Od slovenskih gospodarstvenikov se ga je udeležil predsednik uprave Mercatorja Zoran Janković, spremljal ga je član uprave za tuje trge Stanislav Brodnjak in Samo Gorjup, predsednik uprave SVS, d. d., Ptuj.

### Pustni ponedeljek (7.2.)
7. februarja, na pustni ponedeljek v karnevalskem šotoru, je bila dopoldan pustno rajanje za osnovnošolce, popoldan pa še otroška maškarada z 1300 obiskovalci z Damjano Golavšek in 17 klovni. Podeljenih je bilo 12 nagrad za najbolje maskirane družine in skupine ter dve posamezni maski.

### 45. Pokop pusta (8.2.)
Na pustni torek, 8. februarja, so pred mestno hišo, ob 16. uri tudi uradno pokopali pust, šesti princ karnevala pa je predal oblast ptujskemu županu. Vsi uradi, trgovine in šole so se zaprli že dopoldan. Zabava se je nadaljevala v karnevalskem šotoru, kjer je zbrano množico zabaval Jasmin Stavros.

## Karnevalski šotor
Karnevalski šotor je bil postavljen že enajsto leto zapored. In peto leto zapored spet postavljen na desni breg Drave. Zraven tedanje Poetovie (danes Pomaranče), med železniškim in cestnim mostom, tik ob reki Dravi. Osrednji dogodek je bil Veliki karnevalski ples na pustno soboto. 

### Parkirišče med cestnim in železniškim mostom
| Datum | Vsi nastopajoči | Dan               |
| ----- | --- | ----------------- |
| 29.1. | ↓ PREDPUSTNI KONCERT (OB 20. URI) ↓ | predpustna sobota |
| 29.1. | Gibonni | predpustna sobota |
| 1.2.  | ↓ OB 20. URI ↓ | predpustni torek  |
| 1.2.  | Teater 55 z predstavo »ELIZABETA JE ZAGRETA« (režija: Tanja Ribič) | predpustni torek  |
| 2.2.  | ↓ PREDPUSTNA ZABAVA (OB 20. URI) ↓ | pustna sreda      |
| 2.2.  | Karma in Ivana Brkić | pustna sreda      |
| 3.2.  | ↓ OTVORITVENA ZABAVA PTUJSKEGA KARNEVALA (OD 20. DO 1. URE ZJUTRAJ) ↓ | pustni četrtek    |
| 3.2.  | predskupina Tuja vrsta | pustni četrtek    |
| 3.2.  | D`Kwaschen Retashy, Fredi Miler in Boštjan Konečnik | pustni četrtek    |
| 4.2.  | ↓ OTROŠKI PROGRAM (OD 16. DO 18. URE) ↓ | pustni petek      |
| 4.2.  | Otroška pustna zabava »PIKAPOLONICA« | pustni petek      |
| 4.2.  | Predstava Pojoči cirkus - klovnesa Miki Maka | pustni petek      |
| 4.2.  | Glasbeno zabavni nastop - čarovnik Grega in Sten Vilar | pustni petek      |
| 4.2.  | ↓ VEČERNI PROGRAM (OD 20. DO 1. URE ZJUTRAJ) ↓ | pustni petek      |
| 4.2.  | Ciganski večer z izborom najlepše skupinske ciganske maske | pustni petek      |
| 4.2.  | Gost večera Marko Potrč | pustni petek      |
| 4.2.  | Vlado Kreslin in Halgato band | pustni petek      |
| 5.2.  | ↓ PUSTNI PLES V MASKAH (OB 20. DO 5. URE ZJUTRAJ) ↓ | pustna sobota     |
| 5.2.  | Show program z nagrajevanjem mask | pustna sobota     |
| 5.2.  | Rok 'n' Band in Davor Borno | pustna sobota     |
| 6.2.  | ↓ GALA KARNEVALSKI PROGRAM (OB 20. DO 23. URE) ↓ | pustna nedelja    |
| 6.2.  | Parada najboljših narodnih in zabavnih ansamblov, ki jo je vodil Vinko Šimek; Slapovi, Karavanke, Modrijani, Črna mačka, Pop'n'dekl, Brendi, Poetovio, Korado, Nuška Drašček, Boštjan Konečnik, Ansambel Zupan in Vandrovci | pustna nedelja    |
| 7.2.  | ↓ OD 9.30 DO 12. URE ↓ | pustni ponedeljek |
| 7.2.  | Pustno rajanje za osnovnošolce | pustni ponedeljek |
| 7.2.  | ↓ OD 16.30 DO 18.30 URE ↓ | pustni ponedeljek |
| 7.2.  | Otroška maškarada z Damjano Golavšek | pustni ponedeljek |
| 7.2.  | ↓ OD 20.DO 1 URE ZJUTRAJ ↓ | pustni ponedeljek |
| 7.2.  | predskupina Siti hlapci | pustni ponedeljek |
| 7.2.  | Čuki | pustni ponedeljek |
| 8.2.  | ↓ OD 20.DO 1 URE ZJUTRAJ ↓ | pustni torek      |
| 8.2.  | Finalni izbor najlepše maske Kurentovanja 2005 | pustni torek      |
| 8.2.  | predskupina Kopije | pustni torek      |
| 8.2.  | Jasmin Stavros | pustni torek      |

## Nagrade
Organizatorji so letos ocenili 20 karnevalskih skupin. Šolske in skupine podjetij, ki so propagandnega značaja, se po pravilih ne ocenjuje. Podelili so 12 nagrad; prvih sedem je prejelo denarne nagrade v skupnem skladu 800,000 tolarjev, ostalih pet skupin pa je prejelo tolažilne nagrade. 

### Karnevalske skupine
|            | Nastopajoči                               | Nagrada          |
| ---------- | ----------------------------------------- | ---------------- |
| 1. nagrada | »Siget« (Stojnci)                         | 280.000 tolarjev |
| 2. nagrada | »Turki« (Stojnci)                         | 150.000 tolarjev |
| 3. nagrada | »Prvenski dimnikarji« (Prvenci-Strelci)   | 120.000 tolarjev |
| 4. nagrada | »Indijanci« (Stojnci)                     | 100.000 tolarjev |
| 5. nagrada | »Cirkus Paris Hibiscus« (Stojnci)         | 80.000 tolarjev  |
| 6. nagrada | »Ostržki« (Bukovci)                       | 50.000 tolarjev  |
| 7. nagrada | »Graditelji« (KTD Klopotec Soviče-Dravci) | 20.000 tolarjev  |

### Tolažilne nagrade
Prejeli so vino, krofe in brezalkoholne pijače;
- Vikingi z Vikico
- Lovci TDP olenšak
- Slovenska družina
- Domačija prihodnosti
- Cigani iz Apač

## Etnografski liki
Avtohtoni etnografski liki iz Ptujskega polja, Dravskega polja ter z območja Haloz:
| - "Kurent" ali "Korant" (glavni etnografski lik) - "Pustni plesači" (Pobrežje, Videm) - "Pokači" (za srečo in blagostanje) - "Ploharji" (za čaranje plodnosti) - "Orači" (zarišejo magični krog) - "Hudič" (bojte, bojte, prihaja) - "Kopjaš" (ženitni lik) - "Cigani" (Dornava) | - "Moža išče kopanja" (slamnata nevesta) - "Kurike in piceki" (za dobro letino) - "Nagajivi medved" (Ptujsko polje) - "Baba deda nosi" (duhovi rajnih) - "Jürek in rabolj" (Haloze) - "Vile" (Zabovci) - "Ruse" (Ptujsko polje) |  |

## 6. Princ karnevala
Plemeniti Holoneški VI oziroma Marjan Cajnko, je postal 6. princ karnevala z enoletnim mandatom. Na otvoritvi karnevala je od ptujskega župana Miroslavka Lucija prejel ključe mestne hiše in tokrat le za 6 dni "prevzel" mestno oblast. Ter je na pokopu pusta tudi vrnil.

## Trasa

### Karnevalska povorka
- Potrčeva (start) – Slomškova – Novi trg – Miklošičeva – Mestni trg – Krempljeva – Minoritski trg - Dravska – Pešmost – Ob Dravi (zaključek)

## Bližnji etnografski fašenki

### V okolici Ptuja
| #   | Povorka         | Dan               | Od   |
| --- | --------------- | ----------------- | ---- |
| 14. | Markovci        | pustna nedelja    | 1992 |
| 13. | Cirkovce        | pustni torek      | 1993 |
| 12. | Cirkulane       | pustna sobota     | 1994 |
| 10. | Videm pri Ptuju | pustni ponedeljek | 1996 |
| 6.  | Majšperk        | pustna sobota     | 2000 |